# 蕭象
桂陽敦王萧象（498年—536年），字世翼，梁武帝萧衍长兄长沙宣武王蕭懿的第九子，桂阳简王蕭融的嗣子。

## 生平
永元二年（500年），萧懿被杀害，萧象与兄长萧渊业、萧渊藻逃亡。
天监元年（502年），萧衍建立梁朝，追封萧融为桂阳郡王，以继萧象嗣，袭封桂陽嗣王。萧象喜好交遊，以对生母孝行著称。天监十二年闰三月十二日，诏除蕭象寧遠将軍、丹楊尹。天监十三年（514年）十月二十日桂陽王太妃王慕韶（蕭融之妻）去世，時年十七歲的蕭象为繼母服喪而辞職。服喪期结束，再任明威将軍、丹楊尹。
蕭象长于深宫，处理政務没有失德，朝廷称赞。出为持節、督司霍郢三州諸軍事、征遠将軍、郢州刺史。转任湘衡二州諸軍事、轻車将軍、湘州刺史。湘州多猛虎为害，蕭象赴任，途杀四虎，故老感激他的德政。任中書侍郎，代行石頭戍軍事。转任給事黄門侍郎，兼領軍、又以本官兼宗正卿。转任侍中、太子詹事，未拜，改授持节、督江州诸军事、信武将军、江州刺史。因病免于赴任，改任太常卿、加侍中位，转任秘書监、步兵校尉。
大同二年（536年），蕭象去世，谥号敦王。其子萧悎後嗣爵位。

## 家庭

### 王妃
- 张宝和，生于496年，扬州主簿张安之孙女，车骑将军、洮阳愍侯张弘策之女

### 子女
- 萧悎，桂阳蕃王，生于513年。

## 延伸阅读
[在维基数据编辑]
 《梁書/卷23》，出自姚思廉《梁書》

## 资料来源
- 《梁書·列传第17》
- 《南史·梁宗室列傳上》
- 《梁桂阳国太妃墓誌铭》